# 鳥沢利一
鳥沢 利一（とりさわ としかず、1947年7月16日 - ）は、日本のプロゴルファー。

## 来歴
1970年にプロ入りし、1978年の関東オープンでは初日に上原宏一・浅井教司・山本謙太郎・謝敏男（中華民国）・川田時志春・関水利晃・草壁政治・海老原清治・江原利次・日吉稔・森憲二・高井吉春・石井冨士夫と並んでの10位タイでスタートした。
1982年の静岡オープンでは3日目に終始6m前後の風を吹き、小雨が降る肌寒いコンディションの中で69をマークし、通算2アンダーで出口栄太郎・呂良煥（中華民国）・倉本昌弘と並んでの6位タイに浮上。最終日も終始小雨の降る中で大混戦となったが、杉原輝雄・金本章生・河野高明・船渡川育宏と並んでの6位タイに留まった。
1984年のゴルフダイジェストトーナメントでは初日を野口茂・村井進・倉本・森憲二・稲垣太成と並んでの7位タイでスタートし、1994年のフジサンケイクラシックを最後にレギュラーツアーから引退。
2017年の静岡プログランドシニアでは杉谷博美・野口裕樹夫と並んでの4位タイに入り、現在は大熱海国際ゴルフ倶楽部所属で、静岡県プロゴルファー会会員。